# John Pritchard (évêque)
S
John Lawrence Pritchard (né le 22 avril 1948) est un évêque de l'Église d'Angleterre. Il est évêque d'Oxford de 2007 à 2014. Il est dans la tradition évangélique ouverte.

## Jeunesse
Pritchard est né à Salford, Lancashire. Il fait ses études à l'école Arnold, puis dans un lycée à subventions directes réservé aux garçons à Blackpool, dans le Lancashire. Il étudie la jurisprudence au St Peter's College d'Oxford et obtient un baccalauréat ès arts (BA) en 1970; selon la tradition, son BA devient un Oxford Master of Arts (MA Oxon) en 1973.
En 1970, Pritchard entre à Ridley Hall, Cambridge, un collège théologique anglican. Il étudie ensuite la théologie et se forme pour l'ordination pendant les deux années suivantes. En 1972, il obtient un certificat en théologie pastorale.

## Ministère ordonné
Pritchard est ordonné dans l'Église d'Angleterre en tant que diacre en 1972 et en tant que prêtre en 1973. De 1972 à 1976, il est vicaire à St Martin in the Bull Ring, Birmingham et, de 1976 à 1980, il est aumônier de la jeunesse et directeur adjoint de l'éducation dans le Diocèse de Bath et Wells. En 1980, il devient prêtre en charge de Wilton, Taunton. À partir de 1988, il est directeur des études pastorales à Cranmer Hall, Durham et, à partir de 1993, directeur du collège. En 1996, il devient archidiacre de Canterbury et chanoine résident de la cathédrale de Canterbury.
En janvier 2002, Pritchard est consacré évêque par David Hope, l'Archevêque d'York. Puis, de 2002 à 2007, il est évêque de Jarrow, évêque suffragant du diocèse de Durham.
Le 11 décembre 2006, il est nommé 42e évêque d'Oxford. Ayant pris ses fonctions lors de sa confirmation d'élection à Londres le 23 mars 2007, il commence son ministère dans le diocèse le 8 juin 2007 après un service d'inauguration à la cathédrale Christ Church d'Oxford. En 2008, il soutient la demande des musulmans d'Oxford de diffuser l'adhan depuis le minaret d'une mosquée. En conséquence, il reçoit des commentaires hostiles et des lettres de plainte ,.
John Pritchard prend sa retraite en tant qu'évêque d'Oxford le 31 octobre 2014. En 2015, il est nommé évêque adjoint honoraire du diocèse de Durham.
Le 11 février 2017, Pritchard est l'un des 14 évêques à la retraite à signer une lettre ouverte aux évêques alors en fonction de l'Église d'Angleterre. Dans un geste sans précédent, ils expriment leur opposition au rapport de la Chambre des évêques au Synode général sur la sexualité, qui ne recommandait aucun changement aux canons ou aux pratiques de l'Église en matière de sexualité. Le 13 février, un évêque en service (Alan Wilson, évêque de Buckingham) et neuf autres évêques à la retraite ajoutent leurs signatures, le 15 février, le rapport est rejeté par le synode .

## Vie privée
Pritchard épouse Wendy en 1972. Le couple a deux filles, Amanda et Nicola. Après sa retraite, Pritchard et sa femme vivent à Richmond, dans le Yorkshire du Nord.

## Publications
- Practical Theology in Action, SPCK (1996),  (ISBN 0-281-05012-0)
- The Intercessions Handbook, SPCK (1997),  (ISBN 0-281-04979-3)
- Beginning Again, SPCK (2000),  (ISBN 0-281-05265-4)
- Living the Gospel Stories Today, SPCK (2001),  (ISBN 0-281-05365-0)
- How to Pray, SPCK (2002),  (ISBN 0-281-05454-1)
- The Second Intercessions Handbook, SPCK (2004),  (ISBN 0-281-05649-8)
- Living Easter Through the Year, SPCK (2005),  (ISBN 0-281-05709-5)
- How to Explain Your Faith, SPCK (2006),  (ISBN 0-8146-3178-9)
- The Life and Work of a Priest, SPCK (2007)  (ISBN 0-281-05748-6)
- Going to Church, SPCK (2009)  (ISBN 978-0-281-05810-5)
- God Lost and Found, SPCK (2011)  (ISBN 978-0-281-06352-9)
- Why Christianity Makes Sense, SPCK (2014)  (ISBN 978-0-281-06764-0), livre électronique (ISBN 978-0-281-06765-7)